# 16 février 2009
Le lundi 16 février 2009 est le 47e jour de l'année 2009.

## Décès
- André Kahn (né le 2 mars 1929), survivant français de l'holocauste
- Désiré Écaré (né le 15 avril 1939), réalisateur ivoirien
- Henri Pézerat (né le 12 avril 1928), toxicologue français
- Jean-Louis Viard (né le 21 décembre 1917), peintre français
- Michael Atchison (né le 4 août 1933), dessinateur australien
- Stephen Kim Sou-hwan (né le 8 mai 1922), cardinal de l'Église catholique romaine

## Événements
- Au Venezuela, 54,4 % des électeurs approuvent par référendum une réforme constitutionnelle supprimant la limitation du mandat présidentiel, ce qui permettra à Hugo Chávez de se représenter après 2012.
- Début du Welsh Open 2009 de Snooker
- Début du tournoi de tennis de Bogota (WTA 2009)
- Début de l'Open 13 2009
- Début du Tournoi de Memphis 2009
- Sortie de l'album Perdu d'avance de Orelsan
- Sortie de l'album Years of Refusal de Morrissey
- Sortie de la chanson C'est dit de Calogero
- Sortie de la chanson Omen de Prodigy
- Sortie de la chanson Si j'avais au moins… de Mylène Farmer
- Sortie du téléfilm américain SOS Daddy